# Portugees kampioenschap wielrennen op de weg
Het Portugees kampioenschap wielrennen op de weg is in de vier onderdelen wegwedstrijd en individuele tijdrit bij zowel de mannen als de vrouwen een jaarlijkse georganiseerde wielerwedstrijd waarin om de nationale titel van Portugal wordt gestreden. De kampioen mag een jaar lang rijden in een trui met de vlag van Portugal in de categorie waarin de trui is behaald.

## Mannen

### Wegwedstrijd

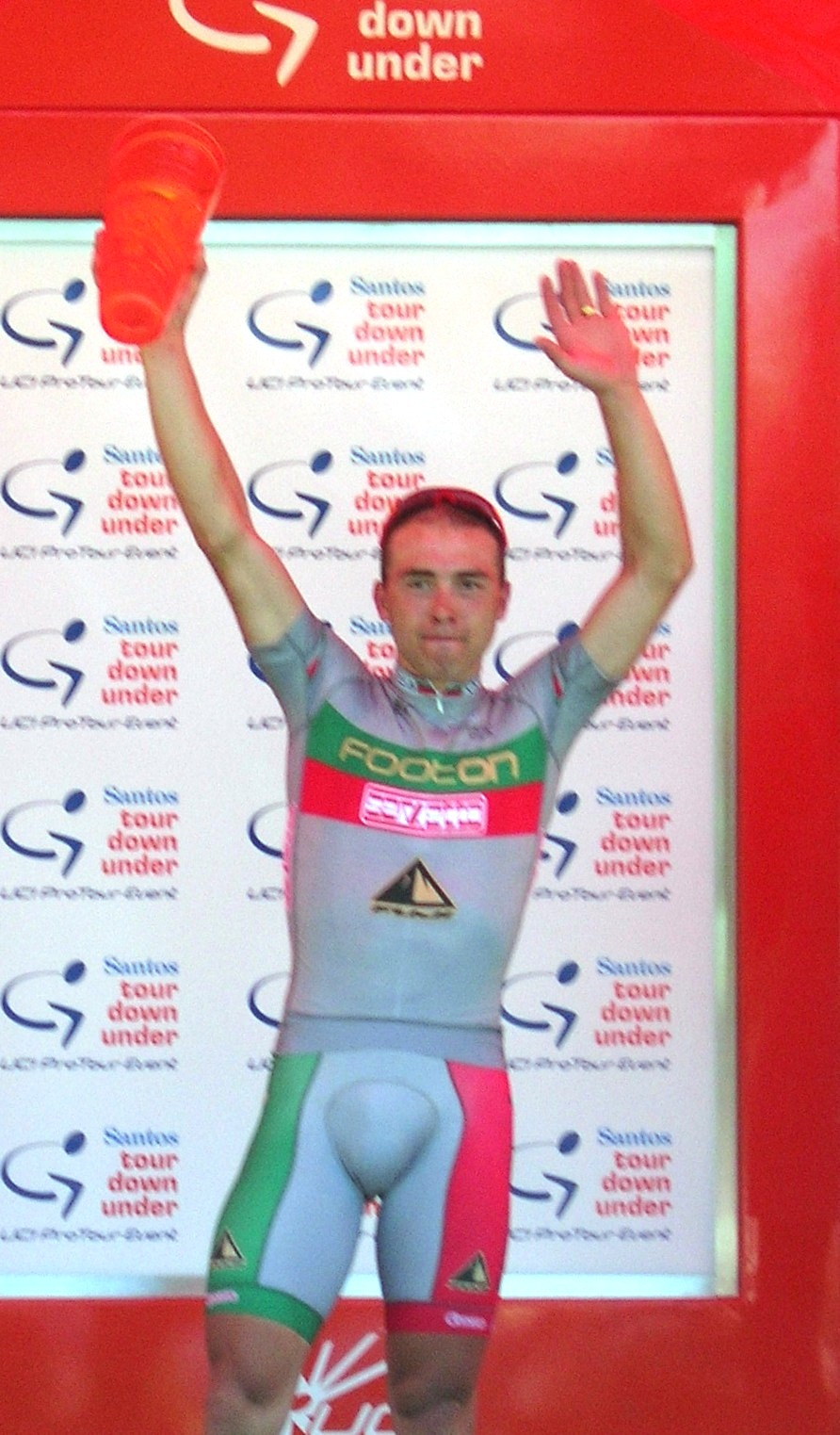
Manuel António Cardoso won in 2009 en 2012

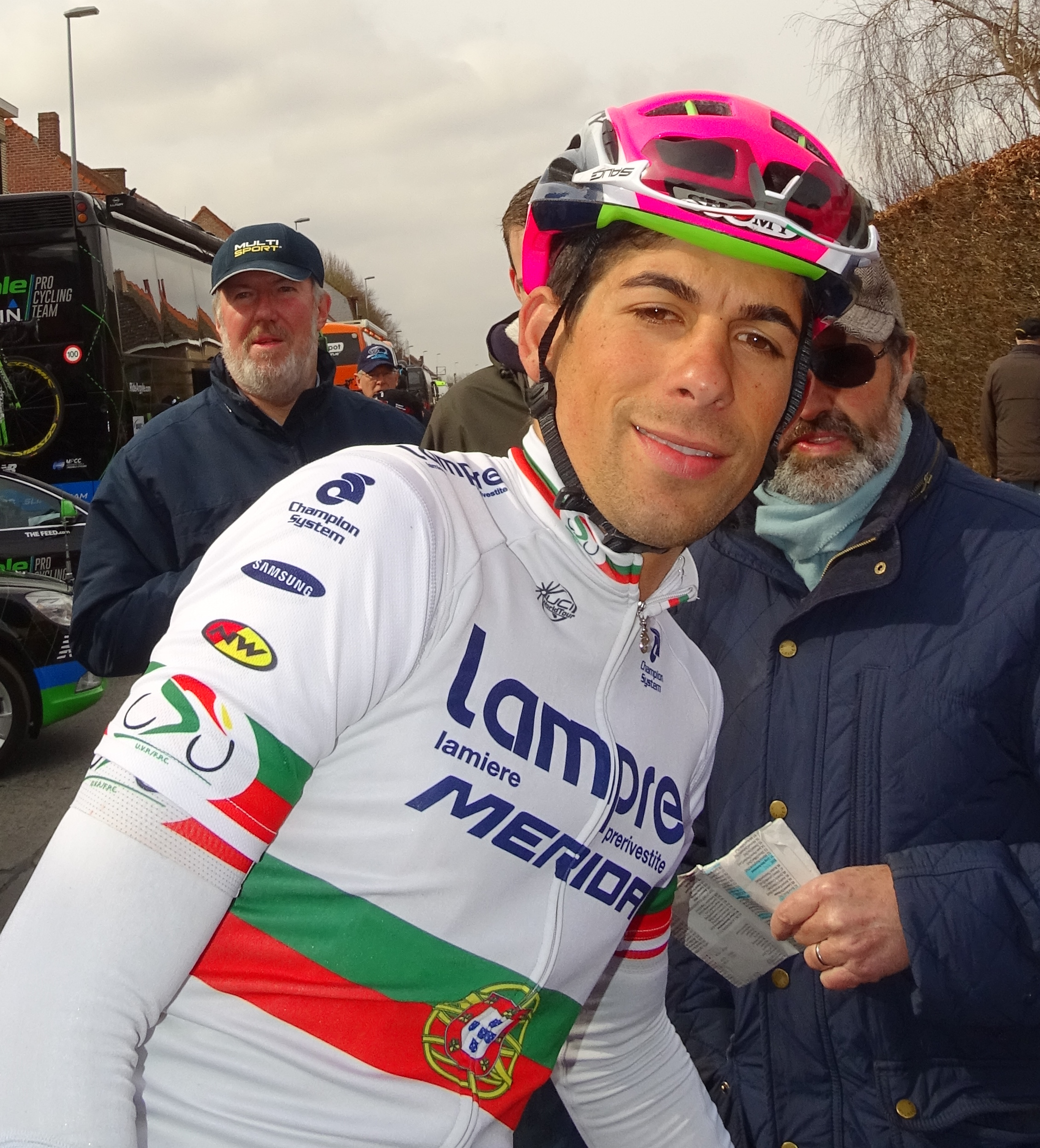
Nélson Oliveira won in 2014

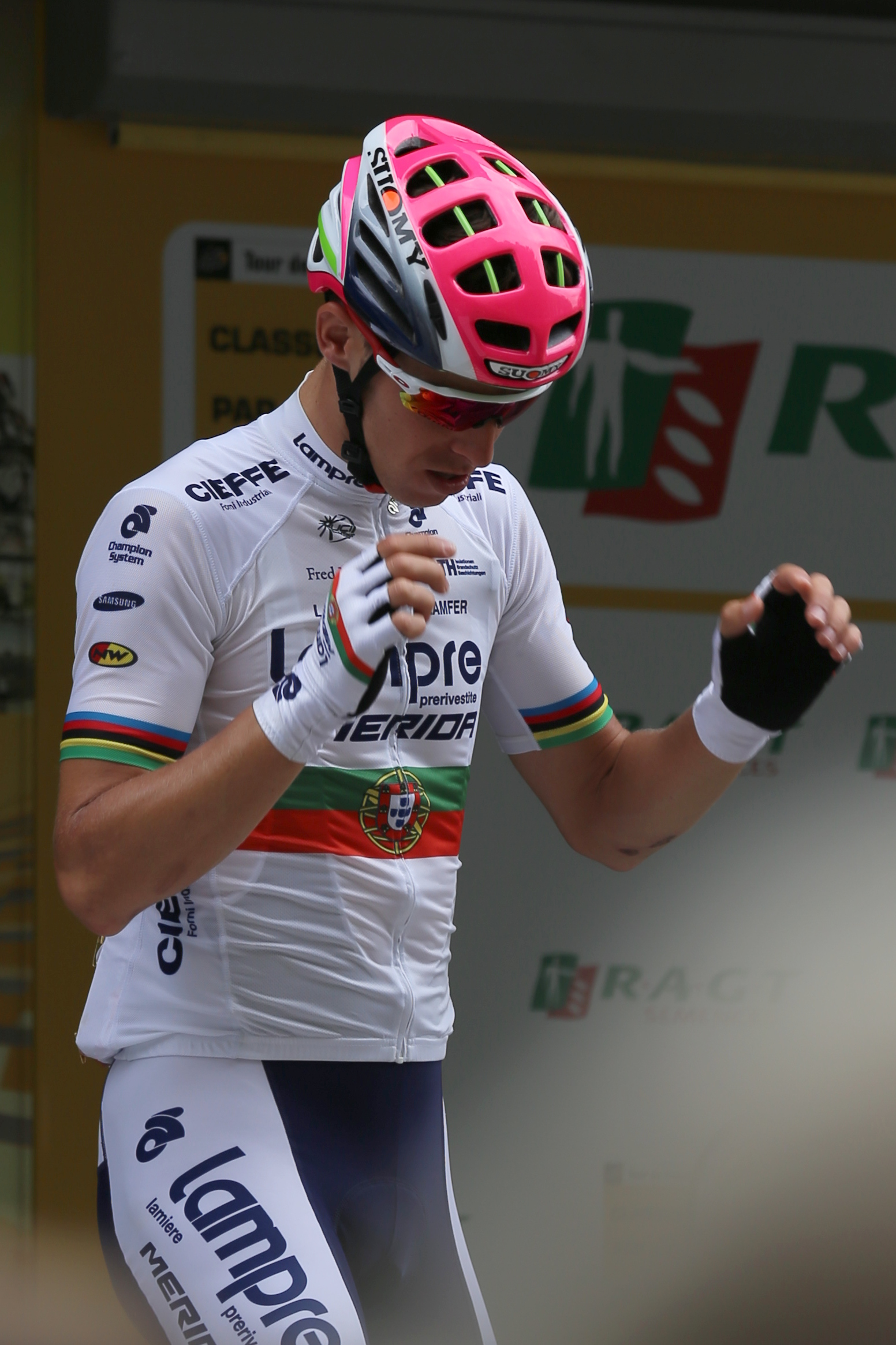
Rui Costa won voor het eerst in 2015

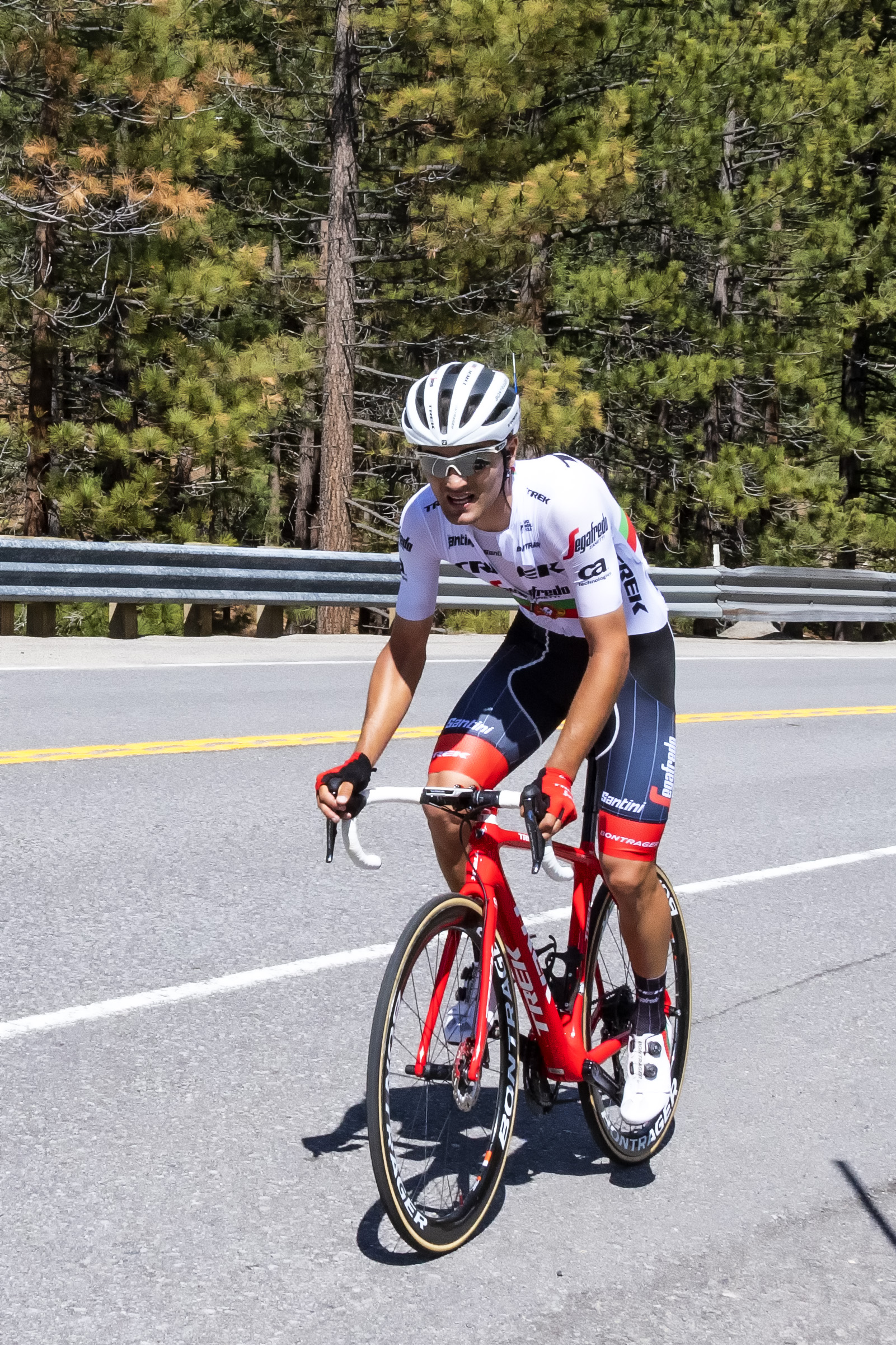
Ruben Guerreiro won in 2017

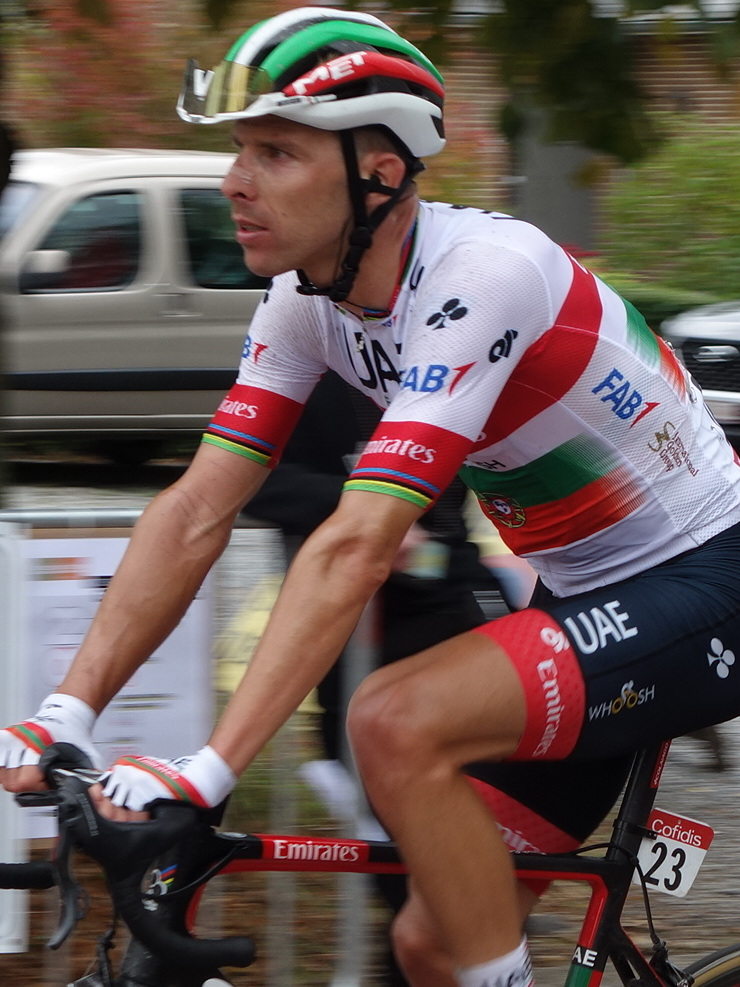
Rui Costa won ook in 2020

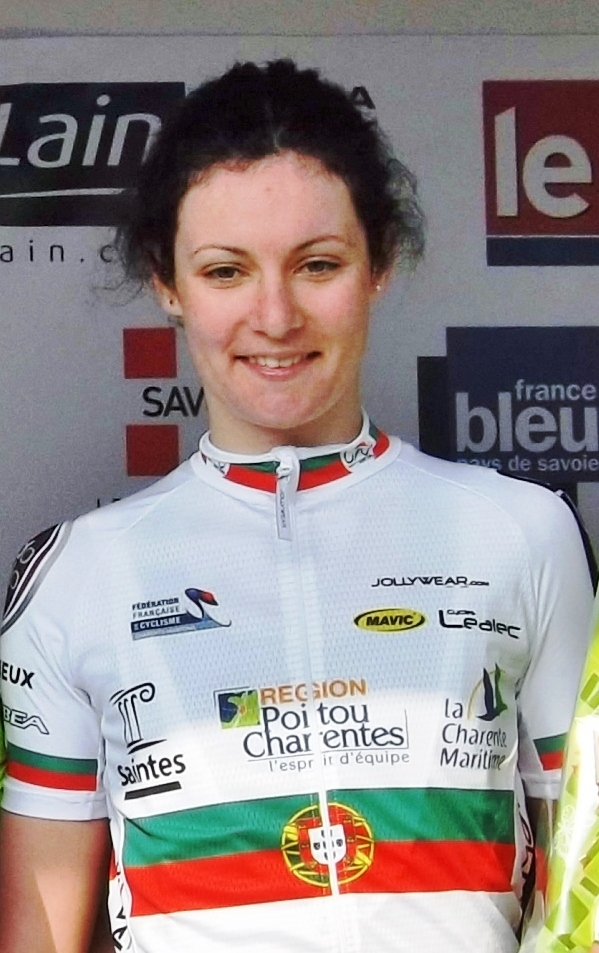
Daniela Reis won vier keer op de weg en vijf keer in de tijdrit

| Jaar | Goud                        | Zilver                       | Brons                 |
| ---- | --------------------------- | ---------------------------- | --------------------- |
| 1923 | Manuel Rijo da Sila         | Carlos Branco                | F. Cairel             |
| 1924 | Anibal da Silva             |                              |                       |
| 1925 | Anibal Carreto              |                              |                       |
| 1926 | Anibal Carreto              |                              |                       |
| 1927 | António Malha               | Antonio Augusto de Carvalho  | João Sousa            |
| 1928 | Antonio Augusto de Carvalho |                              |                       |
| 1929 |                             |                              |                       |
| 1930 | Manuel Fernandes da Silva   |                              |                       |
| 1931 | José Maria Nicolau          |                              |                       |
| 1932 | José Maria Nicolau          | Alfredo Trindade             | Ribeiro Rego          |
| 1933 | José Maria Nicolau          | Alfonso Rodrigues            | João Miranda          |
| 1934 | Alfredo Trindade            | Joaquim Sousa                | Manuel Sousa          |
| 1935 | José Poucapena Márquez      | Cabrita Mealha               | Alfredo Trindade      |
| 1936 | Alfredo Trindade            | Ildefonso Rodrigues          |                       |
| 1937 | José Poucapena Márquez      | Ildefonso Rodrigues          | Francisco Alvito      |
| 1938 | Joaquim Manique             | Francisco Alvito             | Lasdislau Parreira    |
| 1939 |                             |                              |                       |
| 1940 |                             |                              |                       |
| 1941 | Francisco Inácio            | José Albuquerque             | Eduardo Lopes         |
| 1942 | João Lourenço               | Alberto Raposo               | João Rebelo           |
| 1943 | João Rebelo                 | Alberto Raposo               | Aristides Martins     |
| 1944 | José Martins                | João Lourenço                | Império dos Santos    |
| 1945 | João Rebelo                 | Fernando Moreira             | Júlio Mourão          |
| 1946 | Fernando Moreira            | Eduardo Lopes                | João Rebelo           |
| 1947 | João Rebelo                 | Império dos Santos           | Manuel Rocha          |
| 1948 | João Rebelo                 | Fernando Moreira             | Júlio Mourão          |
| 1949 | José Martins                | João Rebelo                  | Fernando Moreira      |
| 1950 | Luciano Sá                  | Fernando Sá                  | Fernando Moreira      |
| 1951 | Luciano Sá                  |                              |                       |
| 1952 | António Maria               | Império dos Santos           | Miguel Rodrigues      |
| 1953 | Onofre Marta                | Américo Raposo               | Luciano Sá            |
| 1954 | Alves Barbosa               | José Manuel Ribeiro da Silva | Pedro Polainas        |
| 1955 | Pedro Polainas              | Emídio Pinto                 | José Firmino          |
| 1956 | Alves Barbosa               | Joaquim Sousa Santos         | Pedro Polainas        |
| 1957 | João Marcelino              | Luciano Sá                   | Pedro Polainas        |
| 1958 | Antonino Baptista           | José Carlos Sousa Cardoso    | José Calquinhas       |
| 1959 | Antonino Baptista           | José Da Costa                | Emidio Pinto          |
| 1960 | Azevedo Maia                | Joaquim Sousa Santos         | José Anastácio Silva  |
| 1961 | Ilidio Do Rosario           | Alves Barbosa                | Antonio Ferreira      |
| 1962 | José Pacheco                | Francisco Valada             | Azevedo Maia          |
| 1963 | Laurentino Mendes           | João Roque                   | Indalecio de Jesús    |
| 1964 | Laurentino Mendes           | Alberto Carvalho             | Joaquim Leao          |
| 1965 | Paulino Domingues           | Manuel Correia               | Antonio Acursio       |
| 1966 | José Azevedo                | Leonel Miranda               | Mario Silva           |
| 1967 | Antonio Acursio             | Leonel Miranda               | Fernando Mendes       |
| 1968 | Joaquim Agostinho           | Joaquim Andrade              | Leonel Miranda        |
| 1969 | Joaquim Agostinho           | Fernando Mendes              | Joaquim Leao          |
| 1970 | Joaquim Agostinho           | Fernando Mendes              | Antonio Graca         |
| 1971 | Joaquim Agostinho           | Fernando Mendes              | Firmino Bernardino    |
| 1972 | Joaquim Agostinho           | Joaquim Andrade              | Fernando Mendes       |
| 1973 | Joaquim Agostinho           | Herculano de Oliveira        | José Pacheco          |
| 1974 | Fernando Mendes             | Manuel Costa                 | Joaquim Andrade       |
| 1975 | Fernando Mendes             | Firmino Bernardino           | José Martins          |
| 1976 | Marco Chagas                |                              |                       |
| 1977 | José Maia                   |                              |                       |
| 1978 | Fernando Mendes             |                              |                       |
| 1979 |                             |                              |                       |
| 1980 |                             |                              |                       |
| 1981 |                             |                              |                       |
| 1982 | Marco Chagas                |                              |                       |
| 1983 |                             |                              |                       |
| 1984 |                             |                              |                       |
| 1985 | Marco Chagas                | Adelino Teixeira             | Carlos Ferreira       |
| 1986 | Acácio da Silva             | Fernando Carvalho            | Manuel Cunha          |
| 1987 | Serafim Vieira              | Carlos Silva                 | Manuel Cunha Tavares  |
| 1988 | Serafim Vieira              | Carlos Pereira               | Antonio Alves Pereira |
| 1989 | Delmino Pereira             | António Monteiro Silva       | Antonio Apolo         |
| 1990 | Joaquim Salgado             | José Xavier                  | Vitor Teresinho Dias  |
| 1991 | Luís Santos                 | Jorge Silva                  | Joaquim Gomes         |
| 1992 | Fernando Mota               | Jorge Silva                  | Manuel Abreu Campos   |
| 1993 | Raul Matias                 | Pedro Silva Rodrigues        | Delmino Pereira       |
| 1994 | Orlando Rodrigues           | Joaquim Sampaio              | Manuel Liberato       |
| 1995 | Manuel Abreu                | Paulo Ferreira               | Serafim Vieira        |
| 1996 | Carlos Neves                | Quintino Rodrigues           | Orlando Rodrigues     |
| 1997 | Delmino Pereira             | Pedro Silva Rodrigues        | Paulo Ferreira        |
| 1998 | Carlos Alberto Carneiro     | José Alves Sousa             | Pedro Gonçalves Lopes |
| 1999 | Carlos Alberto Carneiro     | Orlando Rodrigues            | Pedro Miguel Miranda  |
| 2000 | Marcos Morais               | Paulo Ferreira               | Rui Sousa             |
| 2001 | Nuno Marta                  | Delmino Pereira              | Pedro Gonçalves Lopes |
| 2002 | Rui Lavarinhas              | Rui Sousa                    | Renato Silva          |
| 2003 | Pedro Soeiro                | Nuno Ribeiro                 | Paulo Ferreira        |
| 2004 | Bruno Castanheira           | Nuno Ribeiro                 | Nuno Marta            |
| 2005 | Joaquim Adrego Andrade      | César Quiterio               | Cláudio Faria         |
| 2006 | Bruno Pires                 | Ricardo Mestre               | Rui Sousa             |
| 2007 | Cândido Barbosa             | Gilberto Sampaio             | Pedro Cardoso         |
| 2008 | João Cabreira               | Tiago Machado                | Cândido Barbosa       |
| 2009 | Manuel Cardoso              | Rui Costa                    | Heldér Oliveira       |
| 2010 | Rui Sousa                   | Célio Sousa                  | André Cardoso         |
| 2011 | João Cabreira               | Mário Costa                  | Filipe Cardoso        |
| 2012 | Manuel Cardoso              | António Carvalho             | Edgar Pinto           |
| 2013 | Joni Brandão                | Tiago Machado                | Heldér Oliveira       |
| 2014 | Nélson Oliveira             | Sérgio Sousa                 | Tiago Machado         |
| 2015 | Rui Costa                   | Joni Brandão                 | Tiago Machado         |
| 2016 | José Mendes                 | Nélson Oliveira              | Ricardo Vilela        |
| 2017 | Ruben Guerreiro             | Rui Vinhas                   | Ricardo Vilela        |
| 2018 | Domingos Gonçalves          | Joni Brandão                 | Henrique Casimiro     |
| 2019 | José Mendes                 | Ricardo Mestre               | António Carvalho      |
| 2020 | Rui Costa                   | Daniel Mestre                | Francisco Campos      |
| 2021 | José Neves                  | Rui Oliveira                 | Gaspar Gonçalves      |
| 2022 | João Almeida                | Tiago Antunes                | Fábio Costa           |
| 2023 | Ivo Oliveira                | Rui Oliveira                 | Luís Gomes            |
| 2024 | Rui Costa                   | Rui Oliveira                 | Luís Gomes            |
| 2025 | Ivo Oliveira                | Pedro Silva                  | Diogo Gonçalves       |

### Tijdrit

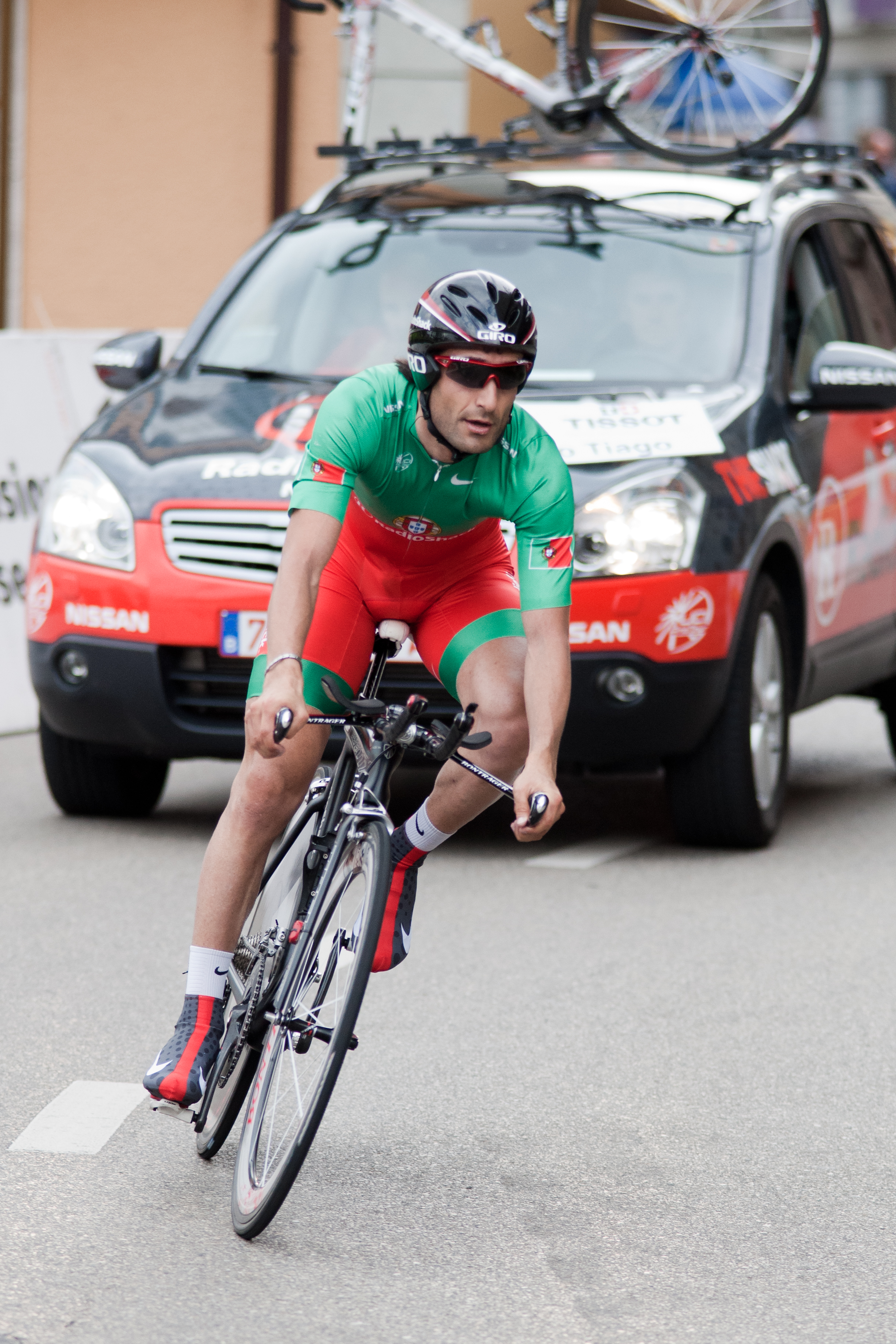
Tiago Machado won in 2009

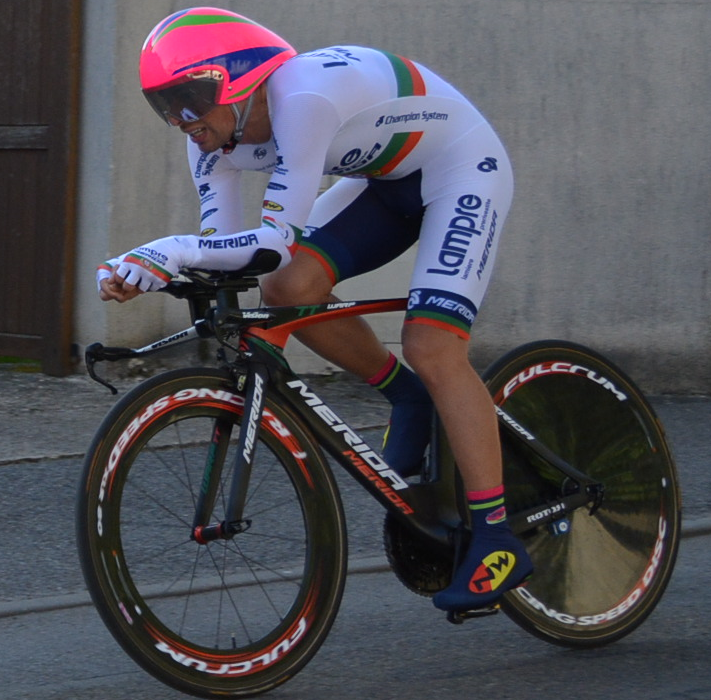
Nélson Oliveira won in 2011, 2014, 2015 en 2016

| Jaar | Goud                   | Zilver                 | Brons                  |
| ---- | ---------------------- | ---------------------- | ---------------------- |
| 1996 | José Azevedo           | Paulo Ferreira         | Cândido Barbosa        |
| 1997 | José Azevedo           | Alberto Amaral         | Joaquim Sampaio        |
| 1998 | Alberto Amaral         | Vítor Gamito           | Joaquim Adrego Andrade |
| 1999 | Vítor Gamito           | Joaquim Adrego Andrade | José Azevedo           |
| 2000 | Vítor Gamito           | Joaquim Adrego Andrade | Vidal Fitas            |
| 2001 | José Azevedo           | Vidal Fitas            | Pedro Gonçalves Lopes  |
| 2002 | Joaquim Adrego Andrade | Pedro Andrade          | Renato Silva           |
| 2003 | Joaquim Adrego Andrade | Renato Silva           | Bruno Castanheira      |
| 2004 | Sérgio Paulinho        | Hugo Sabido            | Renato Silva           |
| 2005 | Cândido Barbosa        | Joaquim Sampaio        | Hernâni Broco          |
| 2006 | Hélder Miranda         | Bruno Castanheira      | Joaquim Adrego Andrade |
| 2007 | Ricardo Martins        | José Azevedo           | Joaquim Sampaio        |
| 2008 | Sérgio Paulinho        | Tiago Machado          | Heldér Oliveira        |
| 2009 | Tiago Machado          | Cândido Barbosa        | José Mendes            |
| 2010 | Rui Costa              | Sérgio Sousa           | Mário Costa            |
| 2011 | Nélson Oliveira        | Hugo Sabido            | Hernâni Brôco          |
| 2012 | José Gonçalves         | Ricardo Vilela         | Sérgio Sousa           |
| 2013 | Rui Costa              | Domingos Gonçalves     | Hugo Sabido            |
| 2014 | Nélson Oliveira        | Rui Costa              | Sérgio Sousa           |
| 2015 | Nélson Oliveira        | Tiago Machado          | José Mendes            |
| 2016 | Nélson Oliveira        | José Mendes            | Rafael Reis            |
| 2017 | Domingos Gonçalves     | Rafael Reis            | Sérgio Paulinho        |
| 2018 | Domingos Gonçalves     | José Gonçalves         | Tiago Machado          |
| 2019 | José Gonçalves         | Domingos Gonçalves     | António Carvalho       |
| 2020 | Ivo Oliveira           | Rui Costa              | Tiago Machado          |
| 2021 | João Almeida           | Rafael Reis            | José Neves             |
| 2022 | Rafael Reis            | Ivo Oliveira           | João Almeida           |
| 2023 | João Almeida           | Ivo Oliveira           | Joaquim Silva          |
| 2024 | António Morgado        | Ivo Oliveira           | Rui Costa              |
| 2025 | António Morgado        | Rafael Reis            | Ivo Oliveira           |

## Vrouwen

### Wegwedstrijd
| Jaar | Goud               | Zilver             | Brons                  |
| ---- | ------------------ | ------------------ | ---------------------- |
| 1992 | Ana Barros         | Julia Alves        | Ana Cancelo            |
| 1993 |                    |                    |                        |
| 1994 | Ana Barros         | Maria Cavaco Silva | Ana Cancelo            |
| 1995 | Ana Barros         | Maria Cavaco Silva | Ana Cancelo            |
| 1996 | Ana Barros         | Patricia Fernandes | Ana Cancelo            |
| 1997 |                    |                    |                        |
| 1998 |                    |                    |                        |
| 1999 |                    |                    |                        |
| 2000 |                    |                    |                        |
| 2001 |                    |                    |                        |
| 2002 | Irina Coelho       | Claudia Vitorino   | Ana Rita Vigário       |
| 2003 | Irina Coelho       | Ana Rita Vigário   | Sonia Campos           |
| 2004 | Isabel Caetano     | Sandra Araujo      | Cristina Azevedo       |
| 2005 | Isabel Caetano     | Ana Rita Vigário   | Cristina Azevedo       |
| 2006 | Isabel Caetano     | Ana Rita Vigário   | Cristina Azevedo       |
| 2007 | Irina Coelho       | Isabel Caetano     | Ana Rita Vigário       |
| 2008 | Ester Alves        | Angela Fernandes   | Irina Coelho           |
| 2009 | Ester Alves        | Celina Carpinteiro | Rute Costa             |
| 2010 | Vanessa Fernandes  | Ester Alves        | Celina Carpinteiro     |
| 2011 | Celina Carpinteiro | Ester Alves        | Monica Santos          |
| 2012 | Irina Coelho       | Celina Carpinteiro | Monica Santos          |
| 2013 | Celina Carpinteiro | Daniela Reis       | Ester Alves            |
| 2014 | Celina Carpinteiro | Daniela Reis       | Ana Isabel Dias Azenha |
| 2015 | Daniela Reis       | Celina Carpinteiro | Irina Coelho           |
| 2016 | Daniela Reis       | Celina Carpinteiro | Irina Coelho           |
| 2017 | Celina Carpinteiro | Irina Coelho       | Madalena Almeida       |
| 2018 | Daniela Reis       | Maria Martins      | Celina Carpinteiro     |
| 2019 | Daniela Reis       | Raquel Queiros     | Sandra Santos          |
| 2020 | Melissa Maia       | Marta Branco       | Iuliia Legkova         |
| 2021 | Maria Martins      | Daniela Campos     | Daniela Pereira        |
| 2022 | Daniela Campos     | Sofia Gomes        | Daniela Pereira        |
| 2023 | Cristiana Valente  | Beatriz Pereira    | Vera Vilaca            |
| 2024 | Daniela Campos     | Ana Caramelo       | Mariana Libano         |
| 2025 | Daniela Campos     | Raquel Queirós     | Maria Martins          |

### Tijdrit
| Jaar | Goud                  | Zilver             | Brons                  |
| ---- | --------------------- | ------------------ | ---------------------- |
| 1999 | Claudia Vitorino      | Irina Coelho       | Liliana Rocha          |
| 2000 |                       |                    |                        |
| 2001 |                       |                    |                        |
| 2002 |                       |                    |                        |
| 2003 | Isabel Caetano        | Ana Rita Vigário   | Sonia Campos           |
| 2004 | Isabel Caetano        | Ana Rita Vigário   | Cristina Azevedo       |
| 2005 |                       |                    |                        |
| 2006 | Cristina Azevedo      | Ana Rita Vigário   | Isabel Caetano         |
| 2007 | Isabel Caetano        | Ana Rita Vigário   | Ester Alves            |
| 2008 | Isabel Caetano        | Ester Alves        | Anais Verguet          |
| 2009 | Ester Alves           | Angela Fernandes   | Ana Rita Vigário       |
| 2010 | Vanessa Fernandes     | Anais Verguet      | Isabel Caetano         |
| 2011 | Isabel Caetano        | Ester Alves        | Andreia Ponte          |
| 2012 | Vanessa Sofia Pereira | Ana Rita Vigário   | Isabel Caetano         |
| 2013 | Daniela Reis          | Isabel Caetano     | Ana Isabel Dias Azenha |
| 2014 | Katarina Larsson      | Celina Carpinteiro | Isabel Caetano         |
| 2015 | Daniela Reis          | Ana Valido         | Liliana Jesus          |
| 2016 | Daniela Reis          | Celina Carpinteiro | Katarina Larsson       |
| 2017 | Soraia Silva          | Sandra Santos      | Celina Carpinteiro     |
| 2018 | Daniela Reis          | Maria Martins      | Soraia Silva           |
| 2019 | Daniela Reis          | Liliana Jesus      | Melissa Maia           |
| 2020 | Raquel Queiros        | Vera Vilaca        | Melissa Maia           |
| 2021 | Daniela Campos        | Ana Caramelo       | Liliana Jesus          |
| 2022 | Daniela Campos        | Beatriz Pereira    | Ana Caramelo           |
| 2023 | Ana Caramelo          | Vera Vilaca        | Alessia Teixeira       |
| 2024 | Daniela Campos        | Ana Caramelo       | Vera Vilaça            |
| 2025 | Beatriz Roxo          | Ana Caramelo       | Raquel Dias            |